# Aspidolopha dembickyi
Aspidolopha dembickyi là một loài bọ cánh cứng trong họ Chrysomelidae. Loài này được Medvedev miêu tả khoa học năm 2003.